# Малина 'Гусар'
Мали́на 'Гусар' — сорт малины раннего срока созревания, универсального назначения. Включён в Государственный реестр селекционных достижений по Центральному и Северо-Кавказскому регионам.

## Биологическое описание
Куст высокий, мощный, раскидистый. 
Двухлетние побеги коричневые, прямые. Шипы малочисленные, в нижней части стебля, средние, прямые, с пурпуровым основанием. Восковой налёт средний, опушение отсутствует.
Листья крупные, тёмно-зелёные, морщинистые, слабоскрученные, слабоопушённые. Зубчики по краям листочков среднеострые. 
Плоды яркие, блестящие, средней массой 3,2—3,6 г, максимальной 5 г, тупоконической формы, красные, кисло-сладкого вкуса, с ароматом. В плодах содержится сахара 6,98—10,8 %, кислоты 1,69—1,8 %, витамина С 27,2—37,18 мг/%. Содержание Р-активных катехинов от 100 до 200 мг/100 г.
Дегустационная оценка — 4,2 балла. Оценка качества варенья — 4,75. 
Средняя урожайность 83,6 ц/га (в Коми 3,3 т/га). В средней полосе России потенциал урожайности реализуется на 60—70%. 